# بذار پایین (ترانه پاریس جکسون)
بذار پایین (انگلیسی: Let Down) اولین تک‌آهنگ و اولین آهنگ منتشر شده توسط خواننده و ترانه‌سرای آمریکایی، پاریس جکسون است. این آهنگ توسط جکسون نوشته شده و توسط اندی هال از ارکستر منچستر تهیه شده است. این آهنگ در ۳۰ اکتبر ۲۰۲۰ توسط ریپابلیک رکوردز به عنوان تک‌آهنگ اصلی از اولین آلبوم او پلاسیده (Wilted) منتشر شد.

## منبع
1. ↑  Martoccio، Angie (۲۰۲۰-۱۰-۳۰). «Paris Jackson Announces Debut Solo Album, Drops Victorian 'Let Down' Video». Rolling Stone (به انگلیسی). دریافت‌شده در ۲۰۲۳-۰۲-۲۷.
2. ↑  "Paris Jackson mines her heartache for solo debut album". AP NEWS (به انگلیسی). 2021-04-20. Retrieved 2023-02-27.
3. ↑  Staff، Billboard (۲۰۲۰-۱۰-۳۰). «Paris Jackson Lets It Bleed In 'Let Down': Watch». Billboard (به انگلیسی). دریافت‌شده در ۲۰۲۳-۰۲-۲۷.
4. ↑  Henderson، Cydney. «Paris Jackson's debut single 'Let Down,' out now, was inspired by her recent breakup». USA TODAY (به انگلیسی). دریافت‌شده در ۲۰۲۳-۰۲-۲۷.